# Telmatoscopus jeanneae
Telmatoscopus jeanneae és una espècie d'insecte dípter pertanyent a la família dels psicòdids que es troba a Mèxic: la península de Baixa Califòrnia.